# Bayerischer Artilleriekommandeur Nr. 7
Der Bayerische Artillerie-Kommandeur Nr. 7 war ein Artilleriekommando der Bayerischen Armee im Ersten Weltkrieg.

## Geschichte
Das Kommando wurde durch die 2. Ersatz-Abteilung des 1. Feldartillerie-Regiments „Prinzregent Luitpold“ gemäß Verordnung des Bayerischen Kriegsministeriums vom 22. Februar 1917 gebildet. Am 17. März 1917 wurde es mobilisiert und war bis über den Waffenstillstand hinaus dem Deutschen Alpenkorps unterstellt.
Nach Kriegsende kehrte das Kommando am 30. November 1918 in die Heimat zurück, wurde dort demobilisiert und schließlich am 17. Dezember 1918 aufgelöst.

## Unterstellung
Am 1. Juli 1918 unterstanden dem Kommando folgende Einheiten:
- Feldartillerie-Regiment Nr. 204
- Gebirgsartillerie-Abteilung 6
- 1. Bataillon/Bayerisches Reserve-Fußartillerie-Regiment 1
- Leichte Munitionskolonnen 1401, 1402 und 1403

## Kommandeure
| Dienstgrad     | Name                     | Datum                                 |
| -------------- | ------------------------ | ------------------------------------- |
| Oberst         | Guido Belli von Pino     | 22. Februar bis 27. August 1917       |
| Oberstleutnant | Eduard Ritter von Herold | 27. August 1917 bis 17. Dezember 1918 |